# Campeonato Nacional da 1.ª Divisão de Andebol 1953–54
O Campeonato Português de Andebol Masculino (Seniores) de 1953/54 foi a 3ª edicão, competição organizada pela Federação de Andebol de Portugal. Participaram os dois primeiros classificados dos respectivos distritais de Lisboa e Porto, SL Benfica e Sporting, FC Porto e Salgueiros. O FC Porto conquistou o seu 1º Título.

## Campeonato Nacional
| Pos | Equipa      | J | V | E | D | GM | GS | Diff | Pts |
| --- | ----------- | - | - | - | - | -- | -- | ---- | --- |
| 1   | FC Porto    | 6 | 4 | 1 | 1 | 66 | 58 | +8   | 15  |
| 2   | Sporting CP | 6 | 4 | 0 | 2 | 77 | 62 | +15  | 14  |
| 3   | Salgueiros  | 6 | 2 | 0 | 4 | 52 | 66 | -14  | 10  |
| 4   | SL Benfica  | 6 | 1 | 1 | 4 | 56 | 65 | -9   | 9   |